# Honorat Vilamanyà i Serrat

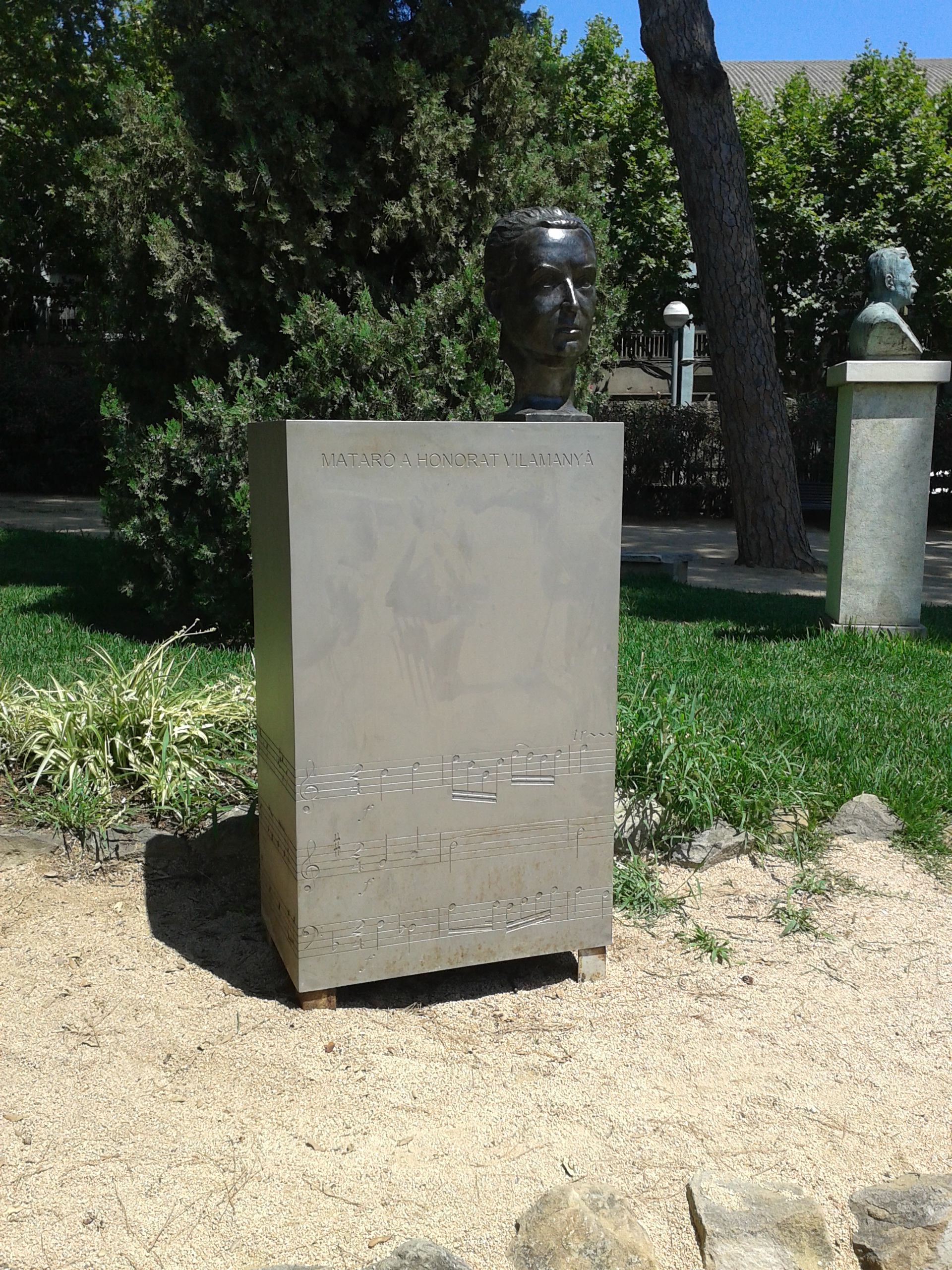
Escultura de Santiago Vilamanyà dedicada a Honorat Vilamanyà, situada al Parc Central de Mataró.

Honorat Vilamanyà i Serrat (Ripoll, 30 de novembre del 1905 - Barcelona, 29 de desembre del 1963) va ser músic i compositor, principalment de sardanes. Rebé les seves primeres lliçons d'harmonia, contrapunt, fuga i instrumentació del seu cosí, Ramon Serrat, i estudià piano amb Juli Pons, i violí amb Eduard Toldrà. L'any 1925 fundà a Ripoll l'Acadèmia Vilamanyà, i tres anys més tard la Cobla Serratins, on exercí d'instrumentista de tenora i tible. En els deu anys següents, dirigí l'Orfeó de Ripoll i va fer de professor de l'Escola Municipal de Música de Vic; en aquesta època escriví les primeres sardanes: La primera batallada, Les fonts de Ripoll, Madonna ripollesa…
Durant la Guerra Civil feu de director de la Banda de Música de Sanitat de l'Exèrcit de l'Est. Acabada la contesa, visqué un temps a Ripoll, però el 1950 es traslladà a Olot, on dirigí l'Escola Municipal de Música, l'Orfeó Popular Olotí i Ràdio Olot. Tres anys més tard anà a viure a Mataró, on es va fer càrrec de la Banda Municipal i de l'orquestra i la Massa Coral de la Sala Cabanyes, contribuint a donar prestigi a les representacions de la Passió i dels Pastorets. L'any 1956 estrenà l'obra simfònica per a orquestra Gnoms de la Maladeta al Palau de la Música Catalana, amb direcció d'Eduard Toldrà i interpretació de l'Orquestra Municipal de Barcelona. Aquesta obra es considera el punt més alt de la seva producció artística.
Tingué una producció vastíssima. A banda de les obres esmentades, escriví un total de 29 sardanes, diverses peces de música per a cobla (Adéu, vila d'Olot, obra de 1952, la glossa l'Hereu Riera i la suite Fulls pirinencs en són les més conegudes) i conreà la música simfònica, la de cambra, la pianística, la coral, la religiosa, el lied, els goigs, la instrumentació per a ballet i la comèdia lírica.
Algunes de les seves sardanes són:
- El castell de Milany (1935)
- El ferm (1962), (obligada de tenora amb variacions)
- Geni (1963, obligada de contrabaix amb variacions)
- Joguets de fira (1951), obligada de cobla
- Madonna ripollesa (1927), basada en els goigs de Santa Maria de Ripoll
- Neu fosa (1946), sardana revessa
- Rampellades a les Tres Taules (1959)
- Ripoll vila comtal (1945)
- Terra nostra, composta per a piano i cor mixt, extreta de la sarsuela del mateix títol
- Vallcebre (1945)[2]